# 물비늘
물비늘(The Ripple)은 한국에서 제작된 임승현 감독의 2022년 드라마 영화이다. 김자영 등이 출연하였다.

## 출연
- 김자영 - 예분 역
- 홍예서 - 지윤 역
- 정애화 - 옥임 역
- 설시연 - 수정 역
- 김현정 - 현경 역
- 장준휘 - 종철 역
- 최원용 - 진섭 역
- 하준호 - 하소장 역
- 하이안 - 경민 역